# Тарабукин, Михаил Прокопьевич
Михаил Прокопьевич Тарабукин (1885—1961) — старатель, рабочий вольно-поисковой партии ГРУ треста «Якутзолото». Награждён орденом Трудового Красного Знамени и медалью «За трудовую доблесть». В 1924 году «Якутзолототрест» признал Михаила Прокопьевича первооткрывателем золотоносного ключа «Незаметный».

## Биография
Родился 1885 году в семье крестьянина бедняка в III Баягантайском наслеге (ныне — село Крест-Хальджай, Томпонский улус) в местности Эттях. В своих воспоминаниях он пишет «Отец мой до сорока лет батрачил у местных торговцев, потом женился и завёл свое небольшое хозяйство». Когда Михаилу было 16 лет, отец его умер от брюшного тифа (1901 г.), а через четыре года умерла и мать (1905 г.), оставив их с сестрой.
У Михаила не было никакой профессии, он решился податься в чернорабочие. Прожив в Якутске пару лет, узнал о Бойдайбо (город в Иркутской области) и решил перебраться туда. Где прожил 10 лет.
Там осенью 1909 года он работал скотогоном, где на барже поднялся вверх по Лене. Позже Михаилу приходилось работать конюхом, матросом на пароходе «Тихон Задонский». С приходом второй весны его пребывания в городе, он устроился на работу старателем.
В своих воспоминаниях Михаил писал «В Бодайбо жить мне не нравилось, так как заработок был до крайности низкий».
Летом 1919 году он выехал в Якутск, после чего решил податься в Охотск. По имевшимся в то время сведениям, он знал, что в тех краях есть золото. Но с полпути вернулся обратно, так как встречные якуты сказали, что там свирепствуют белобандиты.
С 1919 по 1921 год работал на предприятиях г. Якутск.
«В Буягинском наслеге я женился. С женой в хозяйство перешло десять голов оленей, к ним я прикупил ещё пять и начал жить охотой вплоть до весны 1923 года».
1923 г. — выехал вместе с женой и знакомыми из Буягинского улуса, далее на лодке сплавились по реке Якокит, и через другие ключи реки. 26 мая сделал опробование ручья Незаметный, оказалось, что он намыл один золотник с четвертью.
В 1924 году Михаила Прокопьевича Тарабукина официально признали первооткрывателем золота. Ввиду того, что М. П. Тарабукин по своей неграмотности, незнанию существующих законоположений, не использовал своих прав первооткрывателя, согласно протоколу ему отчисляли 100 рублей с каждого добытого предприятием пуда золота — начиная с апреля 1924 вплоть до выработки прииска.
1930 г. — назначен председателем артели.
В 1932 году принял участие в конференции работников Наркомзема ЯАССР.
Весной 1934 года организовал артель вольных разведчиков и с ней отправился на вершину реки Амги для поиска золота.
Старателем Тарабукин оставался вплоть до 1925 года. В 1925—1934 гг. по заданию Якутского Наркомзема работал на устройстве сенокосных угодий, а в 1934—1943 гг. — был рабочим вольно-поисковой партии при ГРУ треста «Якутзолото».
С 1943 по 1952 гг. — колхозник колхоза «Серп и Молот».
В 1952 вышел на пенсию.
Умер 15 июня 1959 года в городе Алдан, похоронен на городском кладбище.

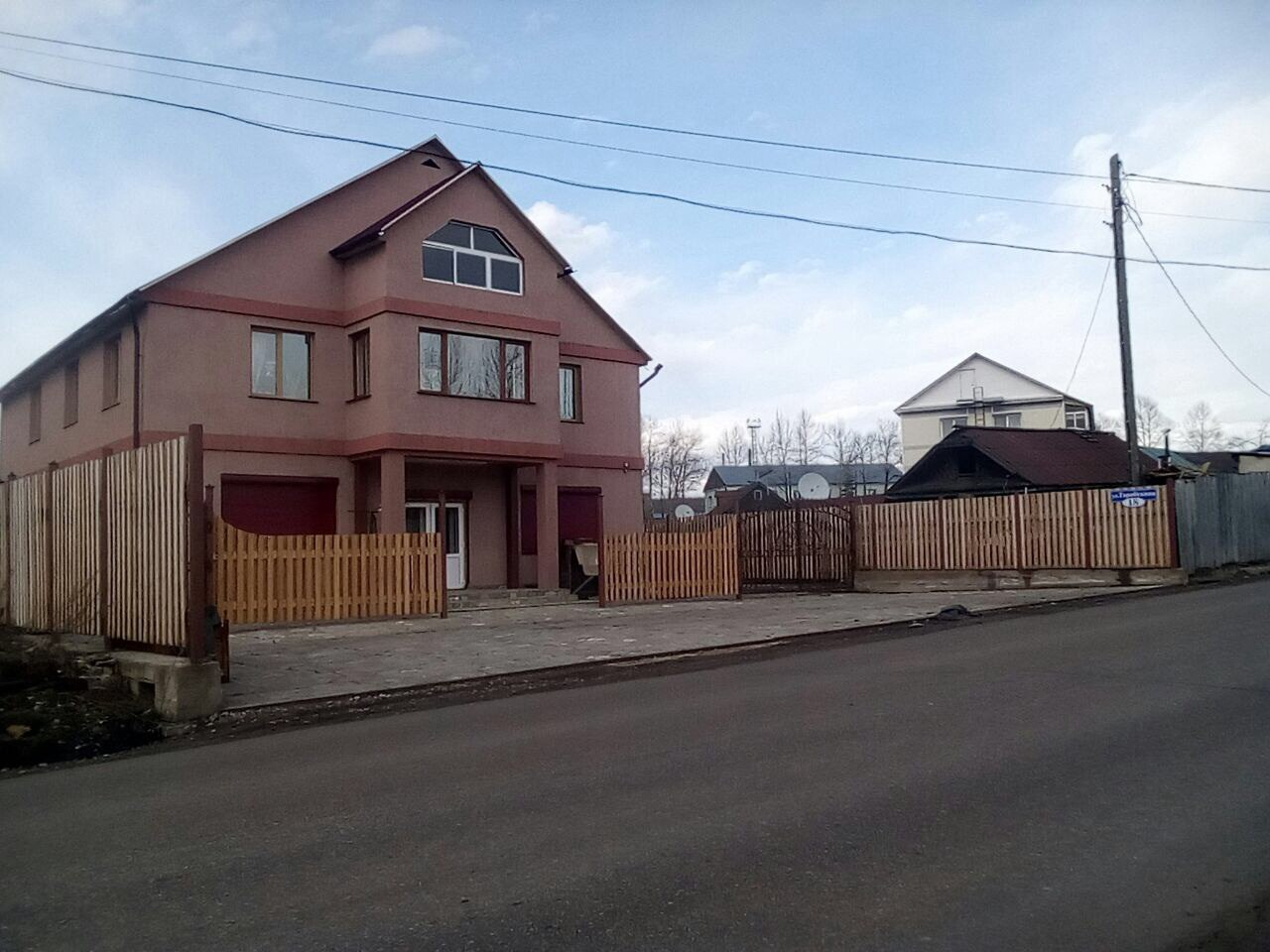
Фото2: Улица Тарабукина в Алдане

### Семья
Был женат, два сына и три дочери.

## Незаметный
Летом 1919 года Тарабукин собирался пойти в Охотск, но с полпути вернулся обратно, так как встречные якуты сказали, что там свирепствуют белобандиты. Тогда по реке Алдану стал подниматься вверх, намереваясь попасть на Тимптон. Остановился у буягинских эвенков (живших недалеко от того места, где сейчас город Томмот), женился и жил охотой.
В первых числах апреля 1923 года Михаил Тарабукин вместе с семьей и двумя эвенками выехали из Буягинского улуса. Не доехав до Орто-салы (в переводе- средний приток) остановились на реке Якокут, построили избушку и стали дожидаться полного стаяния снега. Дождавшись стаяния снега, он сделал опробование местных береговых кос, кое-где обнаружил знаки золота. Далее от Якокута они спустились по реке Большой Куранах по ключу Глубокому, и поднялись по Куранаху до устья ключа Тамарак, где остановились на ночлег.
На следующий день 26 мая они прибыли в вершину ручья Незаметный. Пока женщины устанавливали палатки, а эвенки выслеживали след оленя, Михаил направился в сторону ключа, чтобы сделать опробование. Первое косовое опробование он произвел против палаток, в лотке попались мелкие знаки золота. Старатель спустился ниже по руслу и среди валунов снова взял пробу, и именно в этом месте знаки оказались крупными. В итоге он промыл несколько лотков, взятых в трех разных местах от вершины ключа вниз по течению. Пробное золото он собирал на плоскую плитку камня. Просушив золото на железной печке, отделил его от шлихов. При взвешивании оказалось, что он намыл один золотник с четвертью.
Когда Михаил определил, что имеет дело с хорошим месторождением, послал одного из эвенков на Селигдар к родственникам жены, чтобы те приняли участие в добыче золота. Позже около него набралось до двадцати эвенков и якутов. Он организовал артель из шести человек и приступил к добыче: вскоре другие последовали их примеру.
Несмотря на мешавший работе паводок артель продолжала свою работу. За несколько дней намыли сорок золотников. Вскоре в четыре неполных дня сняли около девяноста золотников.

Встреча Бертина и Тарабукина
Однажды к ним во время работы явился неизвестный эвенк, назвал себя Гавриилом Лукиным и попросился устроиться в одну из артелей. Его приняли, но через короткое время он исчез. Вскоре после исчезновения Лукина, работая на промывке, старатели услышали возглас на русском языке:

— Здорово!

— Здорово. Здорово — ответил Тарабукин.

— Кто здесь Тарабукин?

Тарабукин положил лопату и пошел навстречу людям, подъехавшим со стороны Орто-салы. Их было трое, верхом на седовых оленях: два русских и один якут. Один из прибывших был Вольдемар Бертин, второй Кузьма Низковских, и третий якут Владимиров. Бертин сразу же попросил произвести съемку золота. Боясь столкновения с неизвестными пришельцами, он дал свое согласие. Было снято восемь золотников золота с двадцати пяти лотков породы. Результаты промывки обрадовали Бертина, он сделал распоряжение своим спутникам кипятить чай, а сам начал лотком производить опробование. Каждый лоток давал бесспорное золото. К чаепитию Бертин пригласил Тарабукина, и за чаем объяснил кто он такой, цель своей поездки в этот район. Вольдемар Бертин пробыл нам трое суток, а Владимирова послали с распоряжением на свою базу, чтобы весь отряд прибыл на место добычи золота. До начала работ бертинской артели, артель Тарабукина намыла около ста сорока золотников.
Когда на Незаметном организовали производственный процесс и жизнь, проводники бертинской артели Савин и Владимиров рассказали Михаилу Прокопьевичу следующее. В Алданский район их направил Наркомторгпром Якутии. Вышли они оттуда 6 апреля. Находясь в низовьях Орто-салы, в двенадцати километрах от тарабукинской артели, Бертин узнал от местных тунгусов о пребывании Тарабукина в этом районе. Подробные сведения о промывках Бертину передал Гавриил Лукин, после чего Вольдемар Бертин решил сам явится на ключ и убедиться в наличии золота.
Работы велись с правой стороны ключа Незаметного. После пятнадцати дней горно-подготовительных работ бертинский отряд приступил к промывке песков. Со всей вскрытой площади добыли они несколько фунтов золота.
Закончив работы, Бертин вместе с Низковских выехал в Якутск с золотом и рапортом. Тарабукин послал с ними письмо, в котором назвал себя первооткрывателем и просил выдать соответствующее удостоверение.
В 1924 году Тарабукин обратился с просьбой о выдаче премии за открытие Незаметного. В этом же году со среднего участка ключа он перешел в вершину, где нашлось исключительно богатое золото. В числе других старательских артель, тарабукинская артель тоже приступила к добыче.
Позже по запросу якутского правительства, управление трестом искало среди тунгусов и якутов, людей знающих реку Алдан. Нужно было провести с реки Лены пароход с грузами до Укулана. Рабочие прииска рекомендовали тресту Михаила Прокопьевича Тарабукина.
Снявшись со старательских работ, Михаил поехал на Укулан, где выполнил данное задание. Пароход с грузом для приисков был проведен благополучно. Осенью он вернулся на Верхне-Незаметный продолжить старательские работы.

## Память
В городе Алдане на площади дома культуры стоит памятник Михаилу Прокопьевичу Тарабукину и Вольдемару Бертину (установлен в 1974 году).
В честь него названа одна из улиц Алдана.
Памяти старателя в Топмонском районе соорудили мраморную доску.